# Luka Ivanušec
Luka Ivanušec, född 26 november 1998, är en kroatisk fotbollsspelare som spelar för Feyenoord. Han representerar även Kroatiens landslag.

## Karriär
Den 25 augusti 2023 värvades Ivanušec av nederländska Feyenoord, där han skrev på ett femårskontrakt.